# Felipe González González (obispo)
Felipe González González (Madrid 14 de diciembre de 1944) es un sacerdote católico español, Obispo emérito del Vicariato Apostólico de Caroní desde el 27 de abril de 2021.

## Nacimiento
Monseñor Felipe González nació el 14 de diciembre de 1944 en Madrid, España.

### Capuchino
Hizo profesión religiosa como miembro de la Orden de los Frailes Menores Capuchinos el 14 de agosto de 1962.

## Sacerdote
Ordenado sacerdote el 15 de marzo de 1970 para la Orden de los Frailes Menores Capuchinos.

## Episcopado

### Obispo del Vicariato Apostólico de Tucupita
El 25 de noviembre de 1985, el Papa Juan Pablo II lo nombró III Obispo del Vicariato Apostólico de Tucupita y Obispo Titular de Sinnuara.
Es consagrado obispo el 6 de enero de 1986, por Juan Pablo II.

### Obispo del Vicariato Apostólico de Caroní
El 26 de mayo de 2014, es nombrado VI Obispo del Vicariato Apostólico de Caroní.
El 16 de agosto de 2014, tomó posesión del vicario apostólico de Caroní, Venezuela.

### Obispo Emérito del Vicariato Apostólico del Caroní
El 27 de abril de 2021, el Papa Francisco aceptó su renuncia, convirtiéndose así en el Obispo Emérito del Vicariato Apostólico de Caroní. El mismo día, nombró al Presbítero Gonzalo Alfredo Ontiveros Vivas como su sucesor.